# Jardine Peak
Der Jardine Peak ist ein 285 m hoher Berg auf King George Island im Archipel der Südlichen Shetlandinseln. Er ragt 1,5 km südwestlich des Point Thomas am südlichen Ufer des Ezcurra-Fjords auf. 
Das UK Antarctic Place-Names Committee benannte ihn 1960 nach  dem Geologen Daniel Jardine (1927–1994), der 1949 für den Falkland Islands Dependencies Survey in der Admiralty Bay stationiert war und dabei ausgiebig King George Island erkundet hatte.